# Praia do Cedro

A Praia do Cedro, ou Praia do Cedrinho, localiza-se no município de Ubatuba, no estado de São Paulo. É conhecida por sua tranquilidade, mesmo estando no centro da cidade, águas calmas e visuais paradisíacos, sendo possível avistar peixes e outros animais da vida marinha nela. Pela sua localização na cidade, possui bares e quiosque. Foi eleita como uma das 15 praias mais bonitas do Brasil pelo Guia Quatro Rodas e pela revista Veja.